# Birgir Sigurðsson
Pour les articles homonymes, voir Sigurðsson.
Birgir Sigurðsson, né à Reykjavik le 28 août 1937, est un écrivain islandais.
Dans les années 1960, il a été journaliste puis instituteur. En 1967, il est allé étudier le chant à Amsterdam. Il y est devenu poète, écrivant les poèmes de son premier recueil, qui est publié lors de son retour en Islande.
Toujours professeur, il continue à écrire poèmes, pièces de théâtre et romans, ainsi que des essais. 